# Base de dades de Gmelin
La base de dades de Gmelin és una gran base de dades de compostos organometàl·lics i inorgànics, actualitzats trimestralment. Es basa en la publicació alemanya del Gmelins Handbuch der anorganischen Chemie (Manual de butxaca Gmelin en química inorgànica) escrit per Leopold Gmelin el 1817 i actualment conté 1,5 milions de compostos i 1,3 milions de reaccions diferents. L'última versió conté tots els compostos/reaccions descobertes entre 1772 i 1995, amb més de 85.000 títols, paraules clau i resums, i és mantingut per Elsevier MDL.
La base de dades compta amb més de 800 camps de dades diferents sobre temes com ara els compostos elèctrics, magnètics, tèrmics, vidre i la informació fisiològica.
És la base de dades germana a la base de dades de Beilstein, que s'ocupa dels productes químics orgànics i reaccions.
L'accés és part del sistema Reaxys.